# Tadarida lobata
Tadarida lobata is een zoogdier uit de familie van de bulvleermuizen (Molossidae). De wetenschappelijke naam van de soort werd voor het eerst geldig gepubliceerd door Thomas in 1891.

## Voorkomen
De soort komt voor in Kenia en Zimbabwe.

## Leefgebied
De soort komt voor in de droge Savanne.